# 사라 (피치피치핏치)
사라(沙羅)는 피치피치핏치의 등장인물이다. 애니메이션에서 목소리를 연기한 성우는 일본판은 우에다 카나이고 한국판은 임주현이다.

## 개요
인도양의 인어나라 공주로 주황색 진주의 소유자이다. 생일은 11월 22일. 혈액형은 AB형. 이미지 색상은 주황색.
1기 종반부까지 적으로 나오며 1기가 끝나기 전의 마지막 대결에서만 인어나라의 공주로 활약한다.